# Pokémon the Movie 2000: The Power of One
Pocket Monsters: Maboroshi No Pokemon Lugia Bakutan (劇場版ポケットモンスター 幻のポケモン ルギア爆誕 Gekijōban Poketto Monsutā Maboroshi no Pokemon Rugia Bakutan?, Pocket Monsters La Película: El Pokémon fantasma, el nacimiento explosivo de Lugia»), conocida en Estados Unidos como Pokémon: The Movie 2000: The Power of One, es la segunda película del anime Pokémon, que complementa la saga de las Islas Naranja y presenta a varios nuevos Pokémon, incluyendo a Lugia y Slowking.
Esta es la única película de Pokémon a la fecha que no incluye a uno de los personajes principales, Brock, quien temporalmente dejó a su grupo durante la temporada en que la película está basada. Sin embargo, hace un pequeño cameo en la película tratando de proteger a los Pokémon en el laboratorio de la Profesora Ivy. 
Está protagonizada por los Pokémon Legendarios: Lugia, Articuno, Zapdos y Moltres (trío de Aves Legendarias).
Las canciones principales de la película en inglés son «The Power of One» de Donna Summer y «The Extra Mille» de Laura Pausini.
La película se compone de 2 segmentos;  La Aventura del Rescate de Pikachu (Pikachu's Rescue Adventure) un corto de 21 minutos, y Pokémon: The Movie 2000: The Power of One la cual dura 81 minutos.

## Argumento
Las tres aves legendarias, Articuno, Zapdos y Moltres, sobre las que recae bastante el argumento de la película, se introducen mostrándonos el tema de un delicado balance entre las fuerzas de la naturaleza. Si el poder del balance entre estos tres machos poderosos se destruyera, sucedería el caos, provocando que el "Gran Guardián" Lugia ascienda de lo profundo de los mares para intentar finalizar la absurda destrucción, solo con la ayuda de un "Elegido" destinado a salvar el mundo.
Es la ambición de cierto coleccionista de ítems Pokémon el añadir a Lugia a su colección alterando el balance de la naturaleza y llamando a Lugia, creyéndose a sí mismo capaz de amansar a la bestia una vez que haya juntado a las tres aves legendarias. Aunque su nombre no se revela en la película, en algunas fuentes antes del lanzamiento de esta se le da el nombre de “Lawrence III” y el de Gelardan se revela en un plano cerrado.
Lawrence usa un dirigible tecnológicamente avanzado para lanzar un ataque de hielo en la Isla de Fuego, el hogar de Moltres. El ave legendaria lucha en represalia pero es rápidamente capturado. 
Mientras tanto, Ash Ketchum y sus amigos viajan a través de las Islas Naranja a bordo de un bote comandado por Maren, pero una tormenta se desata repentinamente, sacándolos fuera de su curso. Luego de ello, van a dar a la isla Shamouti. Por coincidencia, llegan justo cuando se celebra un festival anual que honra a las ya mencionadas aves legendarias. Ash está de acuerdo en hacer el papel del "Elegido" ceremonial del festival, y se le da la tarea de recuperar tres esferas elementales de las tres islas cercanas (y residencias de Articuno, Zapdos y Moltres), y regresarlas a un templo, representando la unión de los poderes del Fuego, Hielo y Rayo. 
En Pueblo Paleta, la tormenta en la que Ash y compañía se encontraron es prueba de que este clima no era un incidente aislado, y el pueblo experimenta cambios climáticos extremos y erráticos (de una breve a una copiosa lluvia, nieve a mitad del verano e incluso aparición de una aurora). La madre de Ash, Delia Ketchum y el Profesor Samuel Oak notan que los pokémon se comportan extrañamente (ya que están más en sincronía con las fuerzas de la naturaleza). Con un sentido de peligro inminente ellos, junto con la Profesora Felina Ivy, se dirigen a las Islas Naranja, a la cual los pokémon ya se han encaminado, ya que parece ser la fuente de estas molestias.
De vuelta a las Islas Naranja, Ash y Maren van en busca de la primera esfera en la Isla de Fuego, a pesar del consejo de la doncella del festival Melody y del horrendo clima exterior. Culpándose a sí misma por lo que podría pasarle a Ash, dada la terrible situación, Melody (junto con Misty y Tracey) van tras él. Luego que Ash obtiene la primera esfera, los dos grupos se encuentran, junto con el Equipo Rocket, quienes se habían escabullido en el bote de Melody. En ese momento aparece Zapdos, habiendo reclamado la Isla de Fuego como suya, en ausencia de su homólogo Moltres. Él y todos los otros personajes son luego capturados por el dirigible mientras descendía. 
Cuando esto ocurre, el Profesor Oak, en camino a las Islas Naranja, concluye que debido a que las fuerzas básicas elementales del fuego, hielo y rayo han sido alteradas, habrá grandes catástrofes bajo las corrientes submarinas del océano (hogar de Lugia), y que si el orden no es restaurado pronto estas corrientes podrían acabar por inundar todo el planeta.
En su dirigible, Lawrence III explica su plan, con el rechazo de los demás personajes. Usando su previo conocimiento de la leyenda, y habiendo observado el plan de Lawrence III, Melody llega a la misma conclusión que el Profesor Oak. El grupo es capaz de escapar, usando a sus Pokémon, liberándose a sí mismos así como a Moltres, quien luego libera a Zapdos.
A pesar de esto, Zapdos y Moltres luchan uno contra el otro, destruyendo el dirigible. Este choca en la Isla del Rayo. Ash entonces consigue la segunda esfera cuando las tres aves legendarias se enfrentan. La lucha, la cual amenaza las vidas de quienes se hallan involucrados, es detenida por Lugia, quien se alza de las profundidades marinas para ayudar a tratar de restaurar la paz. Lugia entonces toma a Ash y sus amigos a la isla en la cual las tres esferas deben ser colocadas (una tarea en la cual literalmente está en juego el destino del mundo).
Intentando detener la pelea Lugia se enfrenta contra las tres enemistadas aves, pero ellas lo superan y derriban. Su vida es restaurada por la canción que toca Melody.
Una vez ahí, el Slowking que guarda el templo les dice a los personajes que Ash es en realidad el Elegido al que la leyenda cuenta (“El mundo se volverá en Ash” es una referencia a Ash, la persona- ceniza -, aunque fue previamente malinterpretado por todos. Sin embargo, Ash aún debe obtener la tercera esfera faltante en la isla de Hielo, con las tres aves puestas entre ellos y su meta. Animado por Charizard, Squirtle, Bulbasaur y Snorlax, Ash y Pikachu, con la ayuda del Equipo Rocket y Lugia, consiguen obtener la tercera esfera. Luego dejan a Lugia en un esperado acto de autosacrificio. Lugia es repentinamente capturado por el coleccionista y, en un intento de liberarse de sus ataduras, Ash es lanzado al agua entre las dos islas, muy a punto de ahogarse, pero antes, un enojado Lugia dispara su ataque más poderoso, el aerochorro, en el dirigible del coleccionista, reduciéndolo a escombros. Luego de ser rescatado por Misty y Tracey, Ash consigue traer la tercera esfera al templo, y Melody toca la canción de Lugia, restaurando la armonía entre las fuerzas de la naturaleza.
Con la terrible experiencia acabada, Ash y sus amigos dejan Isla Shamouti. Al final de la película, el Equipo Rocket está molesto porque hicieron algo bueno pero nadie les vio, pero el Slowking rompe la cuarta pared diciéndoles que mucha gente los ha estado observando, y señala a la pantalla, aparentemente en referencia a los espectadores.

## Personajes

### Humanos
Ash (サトシ Satoshi?)
 Seiyū: Rika Matsumoto
Misty (カスミ Kasumi?)
 Seiyū: Mayumi Iizuka
Tracey (ケンジ Kenji?)
 Seiyū: Tomakazu Seki
Jessie (ムサシ Musashi?)
 Seiyū: Megumi Hayashibara
James (コジロウ Kojirō?)
 Seiyū: Shinichirō Miki
Lawrence III (ジラルダン Jirarudan?, Gelardan)
 Seiyū: Takeshi Kaga
Maren (ミチコ Michiko?)
 Seiyū: Kotono Mitsuishi
Profesor Oak (オーキド博士 Ookido-Hakase?)
 Seiyū: Unsho Ishizuka
Delia Ketchum (ハナコ Hanako?)
 Seiyū: Masami Toyoshima
Carol (ヨーデル Yōderu?, Yodel)
 Seiyū: Aya Hisakawa
Melody (フルーラ Furūra?, Fleura)
 Seiyū: Akiko Hiramatsu
Profesora Ivy (ウチキド博士 Uchikido-hakase?)
 Seiyū: Keiko Han
Brock (タケシ Takeshi?)
 Seiyū: Yūji Ueda

### Pokémon
Pikachu (ピカチュウ Pikachu?)
 Seiyū: Ikue Ōtani
Meowth (ニャース Nyāsu?)
 Seiyū: Inuko Inuyama
Marill (マリル Mariru?)
 Seiyū: Mika Kanai
Slowking (ヤドキング Yadokingu?)
 Seiyū: Masatoshi Hamada
Lugia (ルギア Rugia?)
 Seiyū: Kōichi Yamadera

## Doblaje
| Personaje       | Actor de voz (Japón) | Actor de voz (España) | Actor de voz (Hispanoamérica) |
| --------------- | -------------------- | --------------------- | ----------------------------- |
| Ash Ketchum     | Rica Matsumoto       | Adolfo Moreno         | Gabriel Ramos                 |
| Pikachu         | Ikue Ōtani           | Ikue Ōtani            | Ikue Ōtani                    |
| Misty           | Mayumi Iizuka        | Miriam Valencia       | Xochitl Ugarte                |
| Tracey Sketchit | Tomokazu Seki        | Ricardo Escobar       | Alfredo Leal                  |
| Marill          | Mika Kanai           | Kayzie Rogers         | Kayzie Rogers                 |
| Jessie          | Megumi Hayashibara   | Amparo Valencia       | Diana Pérez                   |
| James           | Shinichirō Miki      | Iván Jara             | José Antonio Macías           |
| Meowth          | Inuko Inuyama        | José Escobosa         | Gerardo Vázquez               |
| Lawrence III    | Takeshi Kaga         | Mario Arenas          | Ricardo Mendoza               |
| Melody          | Akiko Hiramatsu      | Carmen Cervantes      | Gaby Ugarte                   |
| Maren           | Kotono Mitsuishi     | Beatriz Berciano      | Mayra Arellano                |
| Elder           | Chikao Ōtsuka        | ?                     | ?                             |
| Profesor Oak    | Unsho Ishizuka       | Roberto Encinas       | Hugo Navarrete                |
| Narrador        | Unshou Ishizuka      | Eduardo del Hoyo      | Gerardo Vázquez               |
| Delia Ketchum   | Masami Toyoshima     | Ana Jiménez           | Ana Patricia Anides           |
| Profesora Ivy   | Keiko Han            | Gloria Armesto        | Carola Vázquez                |
| Slowking        | Masatoshi Hamada     | ?                     | Gerardo Vázquez               |
| Lugia           | Kōichi Yamadera      | Carlos Ysbert         | Octavio Rojas                 |

## Recepción
The Power of One, al igual que su antecesora, recibió críticas negativas por parte de la crítica especializada, pero mixtas a positivas por parte de la audiencia y los fanes. En el sitio web Rotten Tomatoes la película tiene una aprobación de 19%, basada en 69 reseñas, con una calificación promedio de 3.8/10, mientras que de parte de la audiencia tiene una más alta aprobación de 56%, basada en más de 59 000 votos, con una puntuación de 3.4/5. En Metacritic la película tiene una puntuación de 28 sobre 100, basada en 20 reseñas, indicando "reseñas generalmente desfavorables".
En el sitio web IMDb tiene una calificación de 6.0 basada en 22 545 votos. En la página Anime News Network posee una puntuación aproximada de 6.1 (decente), basada en 1414 votos, mientras que en MyAnimeList tiene una calificación de 7.3, basada en más de 117 808 votos.